# Gelasma chromatocrossa
Gelasma chromatocrossa là một loài bướm đêm trong họ Geometridae.